# Pagoda Uppatasanti
Pagoda Uppatasanti sau Pagoda Păcii este o pagodă budistă din Naypyidaw, noua capitală a statului Myanmar. Aceasta deține în incinta sa una dintre cele mai importante relicve budiste din această țară, unul dintre dinții lui Buddha.

## Istorie și arhitectură
Construcția pagodeii a început pe data de 12 noiembrie 2006, la aproximativ un an de la proclamarea orașului Naypyidaw drept noua capitală a țării. Edificul a fost finalizat în anul 2009 cu sprijinul Consiliului de Stat al Păcii și Dezvoltării. Ceremonia de inaugurare a fost condusă de generalul Than Shwe și a început cu fraza Rajahtani Naypyidaw (Capitala regală unde regele locuiește). Pentru această ocazie specială, comunitatea budistă din China a donat unul dintre dinții lui Buddha.
Pagoda Uppatasanti a fost construită după modelul vechii Pagode Shwedagon din Yangon, având aproximativ aceleași dimensiuni. Singura diferență este că Uppatasanti este cu 30 cm înălțime mai mică de cât Shwedagon. De asemenea, numele de Uppatasanti înseamnă pace și vine de la denumirea unei sūtre scrise de un călugăr birmanez în secolul al XVI-lea. Această sūtră este recitată în timpul perioadelor dificile prin care trece statul, mai ales în timpul invaziilor străine.